# Stefan Racoviță
Stefan Racoviță (rum. Ștefan Racoviță, zm. 1782) – hospodar Wołoszczyzny w latach 1764–1765 z rodu Racoviță.
Był synem hospodara Mołdawii i Wołoszczyzny Michała Racoviță. W okresie jego panowania na Wołoszczyźnie zaostrzył się konflikt między hospodarem i protegowanymi przez niego Grekami (którzy obejmowali wyższe stanowiska w kraju; praktyka powszechnie stosowana przez hospodarów fanariockich) a miejscowymi bojarami, odsuwanymi od władzy i urzędów. Stefan próbował stłumić opozycję bojarską siłą, co wywołało rozruchy w Bukareszcie i w efekcie został przez Turcję odsunięty od władzy.